# Башков, Юрий Петрович
Юрий Петрович Башков (7 мая 1931 — 30 июня 2006) — советский и российский актёр театра и кино.

## Биография
Ю. П. Башков родился 7 мая 1931 года.
Советский и российский актёр киностудии «Ленфильм».
В 1955 окончил Ленинградский театральный институт имени А. Н. Островского (курс Е. К. Лепковской).
В 1960-е годы служил в ленинградском Театре на Литейном.
Ушёл из жизни 30 июня 2006 года.

## Фильмография
1. 1967 — Браслет-2
2. 1969 — На пути в Берлин — эпизод
3. 1970 — Африканыч — председатель колхоза
4. 1974 — Ещё не вечер — гость
5. 1974 — Блокада. Часть 1. Фильм 1. Лужский рубеж; Фильм 2. Пулковский меридиан — военком
6. 1974 — Рождённая революцией. 3-я серия. В огне (ТВ) — выступающий на собрании
7. 1975 — Рождённая революцией. 4-я серия. Мы поможем тебе (ТВ) — эпизод
8. 1975 — Рождённая революцией. 5-я серия. Шесть дней… (ТВ) — эпизод
9. 1975 — Звезда пленительного счастья — слуга в доме Анненковых
10. 1975 — Одиннадцать надежд — член правления спортивного общества
11. 1976 — Весёлое сновидение, или Смех и слёзы — стражник
12. 1976 — Если я полюблю… — пилот вертолёта
13. 1976 — Сладкая женщина — член президиума (нет в титрах)
14. 1976 — Строговы (ТВ) — Силантий Бакулин
15. 1978 — Дом строится — сотрудник архитектурной мастерской
16. 1978 — Ёжик (короткометражный) — руководитель научно-вычислительного отдела
17. 1978 — Сегодня или никогда — капитан исследовательского судна
18. 1978 — Соль земли (ТВ) — член бюро (3-я и 7-я серии)
19. 1979 — Вторая весна — участник совещания
20. 1979 — Инженер Графтио — эпизод
21. 1980 — Взвейтесь соколы, орлами! — эпизод
22. 1980 — Два долгих гудка в тумане — боцман
23. 1980 — Крик гагары — эпизод
24. 1980 — Сицилианская защита — капитан ОБХСС Владимир Филиппович Рязанов
25. 1981 — Личная жизнь директора — Кандыба
26. 1981 — Ночь на четвёртом круге — Богдан Петрович Башков, машинист
27. 1981 — Пропавшие среди живых — работник таксопарка
28. 1981 — Товарищ Иннокентий — эпизод
29. 1982 — Таможня — Евсеич
30. 1983 — Дублёр начинает действовать — Алексей Тимофеевич
31. 1983 — Место действия — Сергей Сергеевич, представитель геологоразведки
32. 1984 — Колье Шарлотты (ТВ) — мастер-ювелир Василий Гаврилович Кошкин (3 серия)
33. 1984 — Челюскинцы — член экспедиции
34. 1985 — Грядущему веку (ТВ) — Белов
35. 1985 — Сон в руку, или Чемодан — Лаврентьич
36. 1986 — Красная стрела — эпизод
37. 1986—1988 — Жизнь Клима Самгина (ТВ) — эпизод
38. 1987 — Серебряные струны — ефрейтор
39. 1988 — Без мундира — водитель Свиблова
40. 1988 — Господин оформитель — крупье
41. 1988 — Эти… три верные карты… — игрок
42. 1989 — Нечистая сила — подполковник
43. 1989 — Оно
44. 1990 — Адвокат (Убийство на Монастырских прудах) (ТВ) — эпизод
45. 1992 — Рэкет (ТВ) — милиционер
46. 1993 — Сенсация — эпизод
47. 2001 — Крот (ТВ) — эпизод